# 2011年大分県知事選挙
2011年大分県知事選挙（2011ねんおおいたけんちじせんきょ）は、2011年（平成23年）4月10日に執行された大分県知事を選出するための選挙。第17回統一地方選挙の日程で行われた。

## 概要
現職の広瀬勝貞の任期満了に伴う知事選挙。現職の広瀬に対し、共産党公認の三重野昇が挑む前回と同じ顔ぶれによる一騎討ちとなった。主な争点は、2期8年の広瀬県政の評価など。
各党の対応は、共産党が党公認候補として三重野を擁立。公明党県本部と社民党県連が広瀬を推薦、自民党県連も広瀬を全面的に支援した。広瀬は、前回に続いて特定の政党の推薦などを受けない県民党の立場をとっている。民主党は特定の候補を推薦しない方針を決め、自主投票となった。
この他、不動産会社社長の中山統が立候補を表明したが、告示直前になり出馬を取り止めている。

## 選挙データ

### 告示日
- 2011年（平成23年）3月24日

### 執行日
- 2011年（平成23年）4月10日
  - 当日の投票時間帯:
  - 期日前投票:3月25日 ~ 4月9日[5]

### キャッチコピー
おおいたの　明日を築く　その一票
一票の　向こうに見える　子の未来

### 同日選挙
- 大分県議会議員選挙（4月1日 告示）[7]

## 立候補者
2名、届け出順
| 候補者名（読み）             | 年齢 | 党派                                                  | 肩書き                 |
| ---------------------------- | ---- | ----------------------------------------------------- | ---------------------- |
| 三重野昇 （みえの のぼる）   | 72   | 日本共産党                                            | 無職、共産党県政策委員 |
| 広瀬勝貞 （ひろせ かつさだ） | 68   | 無所属 （公明党県本部、社民党県連 推薦・自民党 支援） | 大分県知事             |

### 選挙のタイムライン
- 2010年11月26日 - 広瀬が県議会で3選に向けて出馬を表明。[9]
- 2010年12月27日 - 中山が県庁で会見を開き、出馬を表明[4]。
- 2011年2月24日 - 共産党県委員会が三重野を党公認で擁立することを発表[2]。
  - 3月に入り、中山が出馬を撤回[3]。
- 2011年3月24日 - 告示。現職と新人による一騎討ちに。
- 2011年4月10日 - 投開票。

## 選挙結果

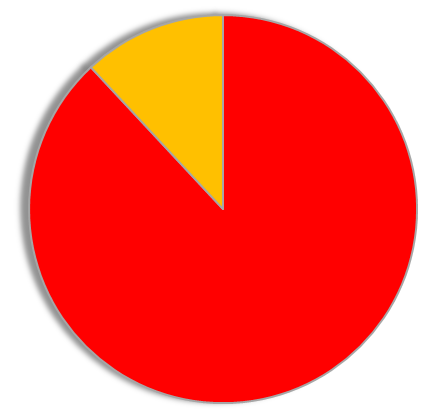
各候補の得票率（得票数の多かった順）

投票率は56.44%で、前回2007年の65.79%を下回り、東日本大震災による自粛ムードもあり、投票率は過去最低となった（前回比 -9.35%）。当日の有権者数は97万5695人で投票者数は55万708人であった。
候補者別の得票数の順位、得票数、得票率、惜敗率、供託金没収概況は以下のようになった。供託金欄のうち「没収」とある候補者は、有効投票総数の10%を下回ったため全額没収された。惜敗率は未発表のため暫定計算とした（小数3位以下四捨五入）。
|      | 順位 | 候補者名  | 党派       | 新旧 | 得票数  | 得票率 | 惜敗率 | 供託金 |
| ---- | ---- | --------- | ---------- | ---- | ------- | ------ | ------ | ------ |
| 当選 | 1    | ■広瀬勝貞 | 無所属     | 現   | 476,847 | 88.06% | ----   |        |
|      | 2    | ■三重野昇 | 日本共産党 | 新   | 64,646  | 11.94% | 13.56% |        |

結果は、連合大分などの県内にある約100組織から推薦を得て、実質的な支援を受けた自民党と公明党、社民党の3党の基礎票をまとめた広瀬が前回と同じ顔触れによる知事選を大差で制し3選を果たした。共産党公認の三重野は、広瀬県政の刷新を掲げ現職批判票の取り込みを狙ったが、出馬表明が告示1か月前と出遅れたこともあり、支持が広がらなかった。
今回の知事選は、前回と同じ顔触れによる一騎討ちで東日本大震災による自粛ムードもあり、投票率は過去最低となった。